# Гендерное равенство на Украине
Вопросам гендерного равенства на Украине уделяют внимание эксперты международных правозащитных организаций и учёные разных стран.

## Положение страны в рейтингах
По состоянию на 2015 год индекс гендерного равенства на Украине позволил ей занять 67-е место из 142 стран в списке. По сравнению с 2014 годом страна опустилась на 11 позиций с 56 места в рейтинге. Оценка другого параметра — индекса гендерного неравенства — определила 83-е место Украины в рейтинге из 150 государств планеты.
По мнению специалистов Фонда ООН в области народонаселения (ЮНФПА), ситуация с правами женщин на Украине может быть квалифицированно описана индексом гендерного разрыва по версии Всемирного экономического форума. В 2017 году в этом рейтинге Украина заняла 61-е место из 144 стран, располагаясь между Венесуэлой и Эль-Сальвадором, a в 2018 году она заняла 65-е место между Венесуэлой и Македонией. По данным Украинского женского фонда, тренд к постепенному скатыванию позиций Украины вниз по ступеням этого рейтинга устойчиво наблюдается начиная как минимум с 2006 года, когда она занимала 48-е место.

## История
Советский период развития украинского государства был отмечен выдающимися достижениями в области гендерной политики. Придя к власти, большевики объявили равенство полов и способствовали гендерному эгалитаризму во всех его проявлениях. Советское государство ожидало от украинских женщин не только выполнения роли матерей, но и активного участия в гражданской и производственной жизни общества. Чтобы способствовать выходу женщин на трудовой рынок, советское правительство обеспечило возможности в сфере социального обеспечения детей, возможности получения женщинами декретных и больничных отпусков и т. п. Помимо этого, гарантировался равный доступ женщин к системам здравоохранения, образования и общественной инфраструктуры. Для женщин были установлены определённые квоты на посты в правительстве. Всё это вместе привело к высокому уровню грамотности среди советских женщин, достижению ими высоких результатов в образовании и производстве.
Украинское общество всегда рассматривало мужчину как основного добытчика и главу хозяйства, а женщине отводились роли воспитания детей и работы по дому. Таким образом, на неё фактически накладывалась двойная нагрузка, которая включала в себя не только домашние заботы, но и выполнение социальных функций, функций обеспечения заработка, принятия решений и т. п. Кроме этого, в отношении выбора профессиональной сферы деятельности общественные стереотипы накладывали существенные ограничения на те области, которые традиционно считались мужскими или женскими. Тем не менее советские женщины принимали участие в ряде общественных движений, таких как, например, комитеты солдатских матерей, защищавшие права призывников и военнослужащих-срочников.

## Современное состояние
По заключению американских специалистов, в контексте ситуации с правами человека на Украине соблюдение прав женщин остаётся нерешённым вопросом, украинские женщины подвергаются дискриминации в ряде областей социальной жизни, их заработки занижаются, а шанс добиться профессионального признания и повышения не так высок, как у мужчин. Актуален вопрос о насилии, направленном против женщин, в том числе внутрисемейном насилии.
С обретением Украиной независимости все члены общества получили право выражать свои взгляды и принимать участие во всеобщих выборах с относительной свободой. Однако было отмечено, что после обретения независимости участие в общественной жизни женщин из широких слоёв простого народа уменьшилось. С переходом Украины к капиталистическому строю гендерные взаимоотношения в обществе начали быстро поляризоваться. Обрушившиеся на страну экономические и социальные проблемы повлекли увеличение уровня алкоголизма, наркомании, насилия и самоубийств среди мужской части населения, что привело к соответствующему возрастанию психологического и физического насилия против женщин. Параллельно с этим возросло число разводов, в то время как количество браков и рождаемость понизились.
Сравнивая современность с советским прошлым, украинские учёные обратили внимание, что характер гендерных отношений в обществе трансформировался, и превосходство мужчин над женщинами стало системным. Это было обусловлено новыми разновидностями экономической стартификации социума и появлением нового класса собственников, заменившего собой статусное неравенство, типичное для советских реалий. Хотя социальная среда радикально преобразилась, в новых условиях украинской женщине ещё более ультимативно отводится второстепенная и подчинённая роль.
Украинское намерение интегрироваться в Европу придало вопросам гендерного равенства высокий уровень значимости в политическом плане. В настоящее время украинское законодательство содержит в себе конституционные гарантии гендерного равенства. Кроме этого, украинские представители подписали многочисленные международные документы, которые подтверждают приверженность страны к созданию институций, реализующих гарантию гендерного равенства на практике. Однако воплощение этой стратегии в жизнь носит зачаточный характер, а значительные политические усилия, затраченные на разных уровнях, так и не привели к каким-либо социальным изменениям. Отчёт, совместно подготовленный организациями Equal Rights Trust и правозащитным ЛГБТ-центром «Наш мир», указывает, что ряд статей украинских законов всё ещё противоречит фундаментальным положениям Конвенции ООН о ликвидации всех форм дискриминации в отношении женщин.

### Гендерное равенство в профессиональной области
Наперекор экономическим неурядицам и хаосу уровень достижений украинских женщин как образовательных и производительных членов общества остаётся весьма высоким. Тем не менее, несмотря на то, что украинские женщины имеют более высокий уровень образования, чем мужчины, возникла устойчивая тенденция к тому, что женщины занимают низкооплачиваемые профессиональные ниши и зарабатывают не более чем 70 % от аналогичного заработка мужчины. Наибольший разрыв в доходах пришёлся на финансовую сферу, в то время как минимальный наблюдается в сельском хозяйстве, где заработные платы и так очень низки.
На Украине многие области профессиональной активности являются традиционно мужскими, например, оборона, наука, тяжёлая промышленность, транспорт, строительство. В то же время женщины доминируют в сферах здравоохранения, образования, розничной торговли и социальных и финансовых служб. Однако командные должности владельцев и выгодополучателей принадлежат преимущественно мужчинам.
В дополнение к этому из-за своих семейных обязательств украинские женщины часто испытывают на себе дискриминацию при приёме на работу, их увольняют чаще, чем мужчин, а особые трудности при найме испытывают женщины старше 40 лет. Проводимые исследования показывают, что некоторые женщины подвергаются сексуальным преследованиям и домогательствам на рабочем месте. Всё это в результате приводит к тому, что женщины имеют более высокую занятость в теневом секторе экономики, где их заработки имеют неформальный характер. В условиях современной Украины такой вид экономической деятельности не позволяет им рассчитывать на пенсии или социальные пособия.

### Гендерное равенство в политике
На заре украинской независимости во время первых выборов в Верховную Раду украинские женщины заняли всего 3 % кресел в парламенте. В 2002 году им удалось получить только 5,1 % мест в парламенте, несмотря на то, что количество кандидатов в депутаты среди них достигало 20 %. Среди европейских стран такие обстоятельства превратили Украину в государство с одним из самых низких представительств женщин во власти. По данным Украинского женского фонда, она располагалась на 115-м месте в списке из 137 государств планеты, а среди членов ОБСЕ Украина находится в конце списка, превосходя по процентному количеству женщин в Парламенте только Грузию. Для сравнения отмечается, что в советский период доля женщин в Верховном совете УССР никогда не опускалась ниже уровня 1938 года, когда она составляла около 24 %, а во время распада СССР женщинами были 36 % депутатов Верховного совета и 50 % депутатов городских советов. Даже после выборов 2014 года процент женщин в Верховной раде Украины едва превысил 12 %.
Степень вовлечённости украинских женщин в политику сильно зависит от местных условий той части страны, где они ею занимаются. В промышленных регионах Восточной Украины этот показатель заметно выше, чем в сельских западных областях. Например, в результате выборов 2002 года соотношение женщин и мужчин в Донецке составляло примерно 1 к 1,25. При этом во Львове оно составляет 1 женщину на 15 мужчин.
Распределение представительства женщин по иерархии власти тоже очень неоднородно, несмотря на то, что пропорция женщин и мужчин в среднем соблюдена и их полное количество примерно одинаково. Однако обращает на себя внимание тот факт, что большинство женщин находится на нижних ступенях властных структур, в то время как их число на высших должностях пренебрежимо мало. Это особенно ярко проявляется на общенациональном уровне, где фигура Юлии Тимошенко является редким исключением из правила.

### Гендерные отношения в украинской семье
В вопросе гендерных отношений в украинской семье имеющиеся данные показывают противоречивые результаты смешения советской культуры эгалитаризма с убеждением в преимуществах традиционного распределения гендерных функций.
Эксперты ЮНФПА обратили внимание, что гендерный аспект определяет распределение ролей и ответственности в украинских семьях, причём женщина тратит в среднем на семью 49 часов в неделю, а мужчина - только 22. На Украине очень небольшое количество мужчин берёт на себя отпуск по уходу за ребёнком, а многие даже не знают, что такой отпуск полагается законодательством любому из родителей, а не только матери. Проведённые опросы показывают, что 63 % украинских мужчин вообще считают заботу о ребёнке женским делом, а треть из них даже не знают, как заботиться о младенцах. Единственным исключением из этого правила стала сфера игр с детьми, где украинские женщины и мужчины оказались полностью равны. 
При воспитании детей в украинской семье оба родителя обладают довольно высоким статусом, однако роль матери в этих делах более существенна. Как правило, украинские женщины лучше знакомы с проблемами и интересами ребёнка, они чаще оказывают детям помощь и привлекают их к совместной деятельности по дому. Мужчинам предназначается область занятий физкультурой и спортом, детских увлечений и выходов на природу. Уход за больным ребёнком и посещение с ним врачей осуществляется почти исключительно женщинами. Кроме этого, женщины де-факто в семье отвечают за создание здорового эмоционального климата и психологического комфорта, а также обеспечивают нормальную коммуникацию. Как следствие, во многих украинских семьях отношения между детьми и отцами носят более дистанцированный характер.